# Jan Ignác Libertin
Jan Ignác Libertin (11. července 1689 Rakovník – 12. srpna 1756 Mýto) byl český katolický kněz, proslavený kazatel. Ještě jako student semináře přeložil z němčiny (v originále francouzský) spis, v němž byla shrnuta pravidla slušného chování O výchově mládeže. Byl také autorem řady náboženských knih a zřejmě i barokní básně Rakovnické vánoční hry, byť o její autorství se vedou spory. Hra zobrazuje spor mezi prostými pastýři a vznešenými králi o to, komu se narodil Ježíš. Na konci sestupuje anděl, který spor rozsuzuje konstatováním, že Ježíšek se narodil jak bohatým, tak i chudým. Rukopis hry se zachoval v rakovnickém archivu. V Rakovníku Libertin založil nadaci pro chudé a svůj dům (v současnosti děkanství) věnoval městu. Jeho bratrem byl Jiří Jan Libertin, rakovnický děkan a kanovník Svatovítské kapituly v Praze.